# Dlăgnea, Gabrovo
Dlăgnea (în bulgară Длъгня) este un sat în comuna Dreanovo, regiunea Gabrovo,  Bulgaria. 

## Demografie
Componența etnică a satului Dlăgnea
     Romi (10,34%)
     Turci (24,13%)
     Bulgari (41,37%)
     Nicio identificare (17,24%)
     Altele (6,89%)
La recensământul din 2011, populația satului Dlăgnea era de 58 locuitori. Nu există o etnie majoritară, locuitorii fiind bulgari (41,37%), turci (24,13%) și romi (10,34%). Pentru 17,24% din locuitori nu este cunoscută apartenența etnică.